# Nicholas Wolterstorff
Nicholas Wolterstorff (Bigelow, 21 januari 1932) is een Amerikaans filosoof en emeritus hoogleraar van de Yale-universiteit. Hij heeft gepubliceerd op het gebied van de esthetica, epistemologie, politieke filosofie, religie-filosofie en metafysica. Met Alvin Plantinga en William Alston ontwikkelde hij een visie die bekendstaat als de reformatorische epistemologie. In Nederland is zijn bekendste leerling René van Woudenberg.

## Denkbeelden
Wolterstorff is aan Calvin College vooral beïnvloed door de hoogleraren Harry Jellema, Henry Stob en Henry Zylstra, die hem opleidden in de gereformeerde theologie en het zogenaamde Schotse Realisme van o.a. Thomas Reid. Deze laatste benaderde kennis 'van onderop' en niet transcendentaal; onze kennisbronnen kunnen zelf geen onderwerp van onderzoek, maar zijn het startpunt. Publiekelijk werd hij vooral bekend met het kleine boekje Lament for a Son, naar aanleiding van het dodelijke bergongeval van een van zijn zoons.
In 2017 verscheen de bundel Denken om shalom waarin de actualiteit van Wolterstorffs praktische filosofie centraal staat.

## Publicaties (selectie)
- Reason within the Bounds of Religion, 1976 (Vert. als De rede binnen de grenzen van de religie)
- Art in Action: Toward a Christian Aesthetic, 1980
- Until Justice and Peace Embrace, 1983
- Faith and Rationality: Reason and Belief in God, 1984
- Lament for a Son, 1987
- Divine Discourse: Philosophical Reflections on the Claim That God Speaks, 1995
- Religion in the Public Square, 1997
- Educating for Life: Reflections on Christian Teaching and Learning, 2002
- Justice: Rights and Wrongs, 2008
- Inquiring about God: Selected Essays, Volume I (red. Terence Cuneo), 2009
- Practices of Belief: Selected Essays, Volume II (red. Terence Cuneo), 2009
- Justice in Love, 2011
- Understanding Liberal Democracy: Essays in Political Philosophy (red. Terence Cuneo), 2012
- The God We Worship: An Exploration of Liturgical Theology, 2015
- In This World of Wonders: Memoir of a Life in Learning, 2019 (autobiografie)

- Bibsys: 90368146
- Biblioteca Nacional de España: XX1161633
- Bibliothèque nationale de France: cb12090834t (data)
- Catàleg d'autoritats de noms i títols de Catalunya: 981058520453706706
- CiNii: DA03787302
- Gemeinsame Normdatei: 13880382X
- International Standard Name Identifier: 0000 0001 0918 7607
- Library of Congress Control Number: n79112384
- Nationale Bibliotheek van Letland: 000032373
- Bibliotheek van het Japanse parlement: 001176856
- Nationale Bibliotheek van Tsjechië: mub2015864293
- Nationale bibliotheek van Australië: 35617223
- Nationale Bibliotheek van Israël: 987007307541905171
- Nationale en Universitaire bibliotheek Zagreb: 000193604
- Nederlandse Thesaurus van Auteursnamen: 068311214
- Réseau des bibliothèques de Suisse occidentale: 02-A003984662
- Système universitaire de documentation: 029241057
- Trove: 1016210
- Virtual International Authority File: 79058691
- WorldCat: E39PBJbGXF4r6XVfM7F4GdTyh3